# Karl Müller (músic)
|  | Aquest article tracta sobre el músic Karl Müller. Vegeu-ne altres significats a «Karl Müller». |

Karl Müller   (1831 - 1914), nom complet Karl Christian Müller, fou un compositor alemany.
El 1854 marxà a Nova York (Estats Units), on s'establí com a professor d'harmonia. És autor de diverses obres teòriques, entre elles: Three Series of tables for writing harmonie exercices, així com de nombrosos lieder, simfonies, tres sonates per a orgue, una sonata per a violí i un quartet per a instruments de corda.
Müller, va compilar i adaptar Die richtige Folge der Grundharmonien de Simon Sechter, com a The Correct Order of Fundamental Harmonies: A Treatise on Fundamental Bass, and their Inversions and Substitutes (Wm. A. Pond, 1871; G. Schirmer, 1898).